# Idaea subfervens
Idaea subfervens är en fjärilsart som beskrevs av Louis Beethoven Prout 1920. Idaea subfervens ingår i släktet Idaea och familjen mätare. Inga underarter finns listade i Catalogue of Life.